# Apple Watch Series 5
L'Apple Watch Series 5 est le cinquième modèle de l'Apple Watch. Elle est lancée le 20 septembre 2019 lors de l'Apple Special Event de 2019, et ses améliorations par rapport à ses prédécesseurs comprennent un affichage toujours actif. Elle reçoit des critiques essentiellement positives, les critiques saluant l'affichage permanent, mais déplorant le peu d'améliorations apportées par rapport à la montre précédente.

## Aperçu
La montre comprend un écran toujours actif OLED à économie d'énergie et un pilote d'écran à faible consommation d'énergie permettant des taux de rafraîchissement aussi faibles qu'une fois par seconde. L'écran toujours allumé n'était pas inclus dans la série précédente. Parmi les autres nouvelles fonctionnalités, la montre contient l'appel d'urgence international permettant d'effectuer des appels d'urgence dans plus de 150 pays, un processeur S5 plus économe en énergie, un capteur de lumière ambiante amélioré, le doublement de la capacité de stockage à 32 Go et l'ajout d'un magnétomètre permettant d'utiliser la fonction boussole. Un boîtier en céramique est réintroduit, absent de la génération précédente, et en titane qui se décline en deux couleurs : naturel et noir.

## Caractéristiques
- Boîtier de 40 mm ou de 44 mm ; écran plus de 30 % plus grand
- Écran Retina OLED LTPO toujours activé avec Force Touch, 1 000 nits
- Modèles GPS et GPS + Cellular
- Puce S5 avec processeur bicœur 64 bits ; puce W3 sans fil
- Digital Crown avec retour haptique
- Capteur électrique de fréquence cardiaque et capteur optique de fréquence cardiaque de 2e génération
- Notifications en cas de fréquence cardiaque élevée/basse ou d’arythmie, et app ECG1
- Appel d’urgence international, appel d’urgence et détection des chutes
- Étanche jusqu’à 50 mètres
- LTE et UMTS Wi‑Fi et Bluetooth 5.0
- GPS/GNSS, boussole et altimètre barométrique
- Haut-parleur 50 % plus puissant ; micro intégré
- Capacité de 32 Go

## Voir également
- Apple Watch
- Apple Watch Series 4